# Qixi
El Qixi (en xinès: 七夕; pinyin: qīxī; literalment: la nit dels sets) també conegut com a Qiqiao (乞巧節), Festivitat de Qixi o Festivitat de Qiqiao, és una festivitat xinesa que celebra, anualment, l'encontre entre el traginer i la teixidora que és narrat a la mitologia xinesa. La festivitat se celebra el setè dia del setè mes lunisolar del calendari xinès. La festivitat s'originà a partir de la llegenda romàntica de dos amants: Zhinu (literalment, la teixidora) i Niulang (literalment, el traginer o bouer) i se celebra des de la dinastia Han. La primera referència sobre aquest mite es remunta ara fa 2600 anys, en un poema dins el Clàssic de poesia. El Qixi es considera la festivitat inspiradora d'altres festivitats similars que se celebren al Japó (Tanabata); Corea (Chilseok) i Vietnam (Thất Tịch). Altres noms que ha rebut la festivitat són: Festivitat dels sets dobles, Dia de Sant Valentí xinès o la Nit dels Sets.

## Inspiració mitològica
La història general en la qual està inspirada la festivitat és la història d'amor entre Zhinu (que simbolitza l'estrella Vega) i Niulang (que simbolitza l'estrella Altair). L'amor entre els dos no fou permès i, per tant, foren situats als un i altre costat del Riu d'Argent (que representa la Via Làctia). Un cop l'any, el setè dia del setè mes lunar, un grup de garses forma un pont que permet als dos amants retrobar-se. A banda d'aquesta, existeixen diferents variacions en la història.

## Tradicions
Durant la dinastia Han, les pràctiques estaven orientades a conformar cerimònies rituals. Amb el pas del temps, les activitats festives han inclòs característiques que han permés que la gent hi prengués part.
Les noies solen prendre part tot venerant les divinitats (拜仙) durant els rituals; elles assisteixen al temple local per a pregar a Zhinu en cerca de saviesa, sovint cremant objectes de paper com a ofrena. Així mateix, les noies solien pregar per adquirir destresa en l'art de l'agulla o en l'art de teixir (que simbolitzaven els talents tradicionals d'una bona esposa) i solien fer desitjos sobre casar-se amb algú qui creien que podria ser un bon amant o marit. Tradicionalment, les noies feien demostracions d'habilitats domèstiques i, fins i tot i havia concursos i competicions sobre dites habilitats.
La festivitat també mantingué importància per a les parelles acabades de casar. Tradicionalment, les parelles veneraven la parella celestial (Zhinu i Niulang) per últim cop i se n'acomiaden.
Es diu que si plou en aquest dia és conseqüència del riu que prova d'esfondrar el pont fet per les garses o que són els plors de la parella que lamenta haver-se de separar. Basada en la llegenda del grup de garses que construeix el pont, una parella de garses sol simbolitzar la felicitat conjugal i la fidelitat.